# Vicente Cañas
Irmão Vicente Cañas Costa, SJ (Albacete, 22 de outubro de 1939 — Juína, 7 de abril de 1987), também conhecido como Kiwxi, foi um  missionário jesuíta espanhol,  naturalizado brasileiro.

## Vocação religiosa e missionária
Vicente Cañas ingressou no Noviciado da Companhia de Jesus, com 21 anos, no dia 21 de abril de 1961. Após o noviciado, já no juniorado, manifesta ao padre provincial de Aragon sua vocação missionária. No dia 3 de outubro de 1965, na festa de São Francisco Xavier, o Irmão Vicente recebe o crucifixo de missionário no Castelo de Xavier, em Navarra, Espanha. Chega ao Rio de Janeiro, com outros irmãos jesuítas, no dia 19 de janeiro de 1966. 

## Missão com os povos indígenas
Em 1969, Ir. Vicente e o Pe. Antônio Iasi, a pedido da Fundação Nacional do Índio (FUNAI), foram fazer atendimento de saúde de Tapaiúnas que ainda restavam dos contatos catastróficos com as frentes de expansão no vale do rio Arinos. O Ir. Vicente Cañas manteve este trabalho até abril de 1970 e conseguiu que sobrevivessem os 40 Tapaiúnas que encontrou.
Os jesuítas Vicente Cañas e Tomás de Aquino Lisboa, em 13 de junho de 1971, mantiveram os primeiros contatos pacíficos com os Myky. Os dois missionários são fundadores do Conselho Indigenista Missionário (CIMI).
Em 1974, Vicente Cañas e Tomás A. Lisboa estabeleceram os primeiros contatos com os Enawenê-Nawê, no estado de Mato Grosso, povo ao qual Cañas passa a se dedicar no final de 1975. Cañas começou a residir entre eles em 1977, trabalhando pela preservação de seu território, com demarcação da Terra Indígena Enawenê-Nawê e por ações de saúde. 
Recebeu, em 1977, dos índios Myky, o nome de Kiwxi.

## Assassinato
O Irmão Vicente Cañas foi assassinado em abril de 1987, presumivelmente no dia 6 ou 7, de acordo com o momento em que seu relógio de pulso parou. Ele estava com óculos, dentes e crânio quebrados, perfuração na parte superior do abdômen para atingir o coração e os órgãos genitais cortados ou arrancados. Seu corpo mumificado e preservado foi encontrado quarenta dias depois, próximo ao barraco que usava como pouso, no dia 16 de maio de 1987. O primeiro julgamento sobre o caso só aconteceu 19 anos depois, em 2006, e os acusados foram absolvidos. Um novo julgamento aconteceu em 29 de novembro de 2017, e o único dos acusados de organizar o assassinato ainda vivo, Ronaldo Antônio Osmar, delegado aposentado da Polícia Civil de Juína, localidade onde ocorreu o crime, foi condenado a 14 anos e 3 meses de reclusão em regime inicial fechado. A condenação foi confirmada pelo Tribunal Regional Federal da 1ª Região (TRF1) em 2023.

### Sepultura
No dia 21 de maio de 1987, de manhã cedo, foi enterrado conforme costume indígena, em sua rede. Indígenas Enawenê-Nawê, Rikbaktsa e Myky, junto com missionários deram-lhe sepultura.